# Машавера
Машавера (груз. მაშავერა) — річка в Грузії. Протікає по територіях Дманіського і Болніського муніципалітету. Права притока Храмі. Довжина — 66 км, площа басейну 1390 км.
Бере початок на східних схилах  Джавахетського хребта, на висоті 2125 метрів над рівнем моря. Має глибоку, каньйоноподібну долину. Живлення снігове, дощове і підземне.
Весняний повінь. У зимовий час настає межень. Влітку і восени іноді характерні  паводки. Взимку з'являються забереги і шуга. Машавера використовується для  зрошення. Середня витрата води 7,78 м³/с. Машавера — одна з найбільш багатоводних річок басейну річки Кура. На річці Машавера розташовані міста Дманісі і Болнісі.